# Another Country (pièce de théâtre)
Pour les articles homonymes, voir Another Country.

Another Country est une pièce de théâtre écrite par le dramaturge britannique Julian Mitchell et jouée pour la première fois en 1981 au Greenwich Theatre, au Sud de Londres, puis dans le West End en mars 1982.
Pendant l'été 2000, la pièce est rejouée à l'Oxford Playhouse, dirigée par Stephen Henry.

## Argument
Another Country est basé sur l'histoire de l'espion Guy Burgess, Guy Bennett dans la pièce, et examine les effets de son homosexualité et de l'influence du marxisme sur sa vie, ainsi que de l'hypocrisie et le snobisme des écoles publiques anglaises.

## Productions
Les productions originales du Greenwich Theatre en 1981 sont interprétées par Rupert Everett dans le rôle de Guy Bennett. Lors de son transfert au Queen's Theatre dans le West End, Kenneth Branagh interprète Tommy Judd. Daniel Day-Lewis reprend le rôle de Guy en 1982 (et John Dougall celui de Tommy), et il est remplacé par Colin Firth en 1983.
La pièce remporte le Laurence Olivier Award de la pièce de l'année en 1982.

## Adaptation
La pièce est adaptée en 1984 par Marek Kanievska sous le titre Another Country : Histoire d'une trahison (Another Country) avec Rupert Everett et Colin Firth dans les rôles principaux.